# Never-Trump-Bewegung
Die Never-Trump-Bewegung ist eine Fraktion der Republikanischen Partei bzw. des amerikanischen Konservatismus, die Donald Trump und den Trumpismus ablehnt. Sie wurde erstmals während der Vorwahlen der Republikaner zu den US-Präsidentschaftswahlen 2016 unter dem Namen Stop Trump bekannt und versuchte, Trumps Kandidatur als Präsidentschaftskandidat zu verhindern. Gründe für die Ablehnung der Kandidatur Trumps waren neben dessen Abweichung von klassischen republikanischen Standpunkten (z. B. beim Freihandel) auch Zweifel an dessen charakterlicher und persönlicher Eignung für das Präsidentenamt. Viele anfangs Trump gegenüber kritisch eingestellte Republikaner änderten ihre Position und wurden zu treuen Unterstützern nach Trumps Wahl zum Präsidenten. Dessen anhaltende Dominanz über die Partei führte schließlich zu einer Marginalisierung der Anti-Trump-Fraktion, und viele Trump-kritische Republikaner traten aus der Partei aus, stellten sich nicht mehr zur Wahl oder wurden durch Trump-Loyalisten ersetzt. 

## Geschichte
Trump verkündete am 16. Juni 2015 seine Kandidatur bei den republikanischen Vorwahlen, zu einer Zeit, als die Gouverneure Jeb Bush und Scott Walker sowie Senator Marco Rubio als Favoriten angesehen wurden. Trumps zahlreiche kontroversen Aussagen (z. B. über mexikanische Einwanderer) sorgten für Bestürzung in großen Teilen der Parteiführung. Hochrangige Funktionäre der Bush-Regierungen sowie der vormalige republikanische Präsidentschaftskandidat Mitt Romney lehnten seine Kandidatur ab und verurteilten Trump mit scharfen Worten. Ein ehemaliger Romney-Berater gründete im Januar 2016 das PAC Our Principles, um Trump anzugreifen und seine Kandidatur noch zu verhindern. Nach dem Super Tuesday am 15. März 2016 zeichnete sich jedoch ein Sieg Trumps bei den Vorwahlen ab. Am 17. März 2016 trafen sich Konservative, die gegen Trump waren, im Army and Navy Club in Washington, D.C., um Strategien zu erörtern, die verhindern sollten, dass Trump bei der Republican National Convention im Juli die Präsidentschaftsnominierung erhielt. Zu den Ideen gehörten die Unterstützung eines Anti-Trump-Einheitskandidaten und die Änderung der Wahlregeln zur Aufstellung von Kandidaten. Im Juni 2016 gründeten die Aktivisten Eric O'Keefe und Dane Waters eine Gruppe mit dem Namen Delegates Unbound, die Delegierten trotz einer Mehrheit der Stimmen für Trump erlauben sollten, bei der Republican National Convention gegen ihn zu stimmen und so seine Kandidatur zu verhindern. Der von Romney angeführte Plan zur Blockade Trumps stieß jedoch auf Kritik in den eigenen Reihen, da eine Spaltung der Partei befürchtet wurde. Trump drohte damit, als Drittkandidat anzutreten, falls seine Kandidatur blockiert werden würde. Trump sagte auch, wenn ihm die Nominierung entzogen würde, könnte es „Probleme geben, wie man sie noch nie gesehen hat. Ich glaube, es würden schlimme Dinge passieren“ und „ich glaube, es gäbe Unruhen“.
Trump wurde am 19. Juli zum republikanischen Präsidentschaftskandidaten gewählt. 1.725 Delegierte stimmten für ihn und 721 Delegierte, die höchste Zahl auf einer Convention seit 1976, stimmten gegen Trump. Trump wurde vor der Wahl von 20 Prozent aller republikanischen Abgeordneten im Kongress nicht unterstützt. Die ehemaligen republikanischen Präsidenten George H. W. Bush und George W. Bush weigerten sich beide, Trump zu unterstützen, wobei der ältere Bush Berichten zufolge für Trumps Konkurrentin Hillary Clinton stimmte. Neben Mitt Romney (republikanischer Kandidat von 2012) weigerte sich auch John McCain (Kandidat von 2008), eine Wahlempfehlung für Trump abzugeben, nachdem Trump diesen im Wahlkampf beleidigt hatte. An der Parteibasis verfügte Trump jedoch über erhebliche Unterstützung. Obwohl Trump viel Kritik auf sich zog, erhielt Trump 88 Prozent der Stimmen von den als Republikanern registrierten Wählern bei der Wahl 2016, während Clinton 89 Prozent der demokratischen Stimmen für sich gewinnen konnte. Trumps überraschender Wahlsieg gegen Clinton nahm den innerparteilichen Kritikern den Wind aus den Segeln und vormalige Kritiker begannen nun, zu ihm überzulaufen. Am 23. Oktober 2019 bezeichnete Trump die verbliebenen Never-Trump-Republikaner als „menschlichen Abschaum“. Bei den Vorwahlen für die US-Präsidentschaftswahl 2020 wurde Trump lediglich von Bill Weld herausgefordert, der jedoch chancenlos blieb. Nach dem Sturm auf das Kapitol in Washington 2021 äußerten sich zahlreiche Republikaner kritisch gegenüber dem Verhalten von Trump. Beim zweiten Amtsenthebungsverfahren gegen Donald Trump stimmten sieben Republikaner gegen Trump, darunter waren neben seinem langjährigen Kritiker Mitt Romney auch Susan Collins aus Maine und Lisa Murkowski aus Alaska, zwei Senatorinnen mit zentristischer Ausrichtung.
Auch nach seiner Wahlniederlage gegen Joe Biden 2020 behielt Trump seine Dominanz über die Partei bei, auch da viele republikanische Wähler seine Big Lie einer gestohlenen Wahl glaubten. Die Anti-Trump-Fraktion wurde weiter geschwächt, als Mitt Romney 2023 verkündete, bei den nächsten Senatswahlen nicht mehr anzutreten, und Liz Cheney, eine weitere Kritikerin Trumps, verlor bei den republikanischen Vorwahlen in Wyoming 2022 gegen die von Trump unterstützte Harriet Hageman mit nur 28,9 % der Wählerstimmen. Sie war schon davor wegen ihrer Kritik an Trump aus der Parteiführung entfernt worden. Bei den Vorwahlen für die Präsidentschaftswahlen 2024 konnte sich die Anti-Trump-Fraktion erneut nicht auf einen Kandidaten gegen Trump einigen, sodass die Anti-Trump-Stimmen auf mehrere Kandidaten wie Vivek Ramaswamy, Ron DeSantis oder Nikki Haley aufgespalten wurden und Trump zum dritten Mal in Folge der republikanische Kandidat wurde. Nach Trumps Wahlsieg 2024 schrieb die New York Times, dass Trump seine „feindliche Übernahme“ der Republikanischen Partei vollendet habe und sich aus Angst vor von Trump unterstützten Herausforderern bei den Vorwahlen nur mäßigem Widerstand von Abgeordneten und Senatoren ausgesetzt sehe. Sie beschrieb, dass seine „Abweichler in den Ruhestand getrieben, in Vorwahlen besiegt oder zum Schweigen gebracht“ worden seien.

## Liste von Never-Trump-Republikanern
Folgende Republikaner weigerten sich, Trump zu unterstützen, oder/und traten aus der Republikanischen Partei aus Protest gegen ihn aus:
- Jeb Bush, ehemaliger Gouverneur von Florida[19]
- George H. W. Bush, ehemaliger US-Präsident[13]
- George W. Bush, ehemaliger US-Präsident[12]
- Dick Cheney, ehemaliger US-Vizepräsident[20]
- Liz Cheney, Kongressabgeordnete
- Chris Christie, Gouverneur von New Jersey[21]
- David Frum, Journalist und Redenschreiber[19]
- Wayne Gilchrest, ehemaliger Kongressabgeordneter[22]
- Robert Kagan, Politikberater und Autor[23]
- John Kasich, Gouverneur von Ohio[19]
- Adam Kinzinger, ehemaliger Kongressabgeordneter[24]
- William Kristol, konservativer Kolumnist[25]
- Sarah Longwell, Gründerin von Republican Voters Against Trump
- John McCain, Senator und republikanischer Präsidentschaftskandidat 2008
- Mitt Romney, Senator und republikanischer Präsidentschaftskandidat 2012[26]
- Jennifer Rubin, Journalistin[19]
- Colin Powell, ehemaliger US-Außenminister[27]
- Joe Scarborough, Journalist und Moderator[28]
- Joe Walsh, ehemaliger Kongressabgeordneter
- Bill Weld, ehemaliger Gouverneur von Massachusetts.

Viele prominente ehemalige Never-Trumper änderten später ihre Meinung und begannen, Trump zu unterstützen. Dazu gehörten u. a. Lindsey Graham und Marco Rubio, der sein Außenminister in seiner zweiten Amtszeit wurde. Im Jahr 2016 bezeichnete sich JD Vance als ein „Never-Trump-Typ“ und äußerte die Befürchtung, Trump könnte zu „Amerikas Hitler“ werden. Später wurde er sein Vizepräsident.
Umgekehrt weigerte sich die Hälfte der Mitglieder des Kabinetts Trump I, ihn bei der Präsidentschaftswahl 2024 zu unterstützen. Dazu gehörte auch sein Vizepräsident Mike Pence, der bei den republikanischen Vorwahlen gegen ihn antrat.